# Isla Basacori
Isla Basacori är en ö i Mexiko. Den ligger i delstaten Sonora, i den västra delen av landet. Arean är 6,7 kvadratkilometer.